# Стар (окръг, Тексас)
Окръг Стар (на английски: Starr County) е окръг в щата Тексас, Съединени американски щати. Площта му е 3183 km², а населението - 53 597 души (2000). Административен център е град Рио Гранде Сити.